# ویکتوریا هاسپر
ویکتوریا هاسپر (انگلیسی: Viktoryia Hasper؛ زادهٔ ۹ ژانویهٔ ۱۹۸۸) بازیکن بسکتبال اهل بلاروس است. وی در بازی‌های المپیک تابستانی ۲۰۰۸ شرکت کرده‌است.